# Livets gøglespil
Livets gøglespil är en dansk svartvit stumfilm från 1917. Filmen regisserades av Holger-Madsen efter ett manus av Irma Strakosch. Den producerades av Nordisk Films Kompagni och distribuerades av Fotorama. Den fotades av Marius Clausen och hade premiär den 12 februari 1917 på Metropolteatret.

## Rollista
- Gunnar Tolnæs – Erik Berndt, arkitekt
- Philip Bech – Baron Walden
- Erna Schøyen – Lydia, baron Waldens dotter
- Robert Schmidt – greve Herbert Rhena